# Le Vaudreuil
Vaudreuil – miejscowość i gmina we Francji, w regionie Normandia, w departamencie Eure.
Według danych na rok 1990 gminę zamieszkiwało 3 079 osób, a gęstość zaludnienia wynosiła 217 osób/km² (wśród 1421 gmin Górnej Normandii Vaudreuil plasuje się na 75. miejscu pod względem liczby ludności, natomiast pod względem powierzchni na miejscu 165.).